# ميكي كون
ميكي كون (بالإنجليزية: Mickey Kuhn)‏ هو ممثل أمريكي، ولد في 21 سبتمبر 1932 في الولايات المتحدة.

## أعمال

### أفلام
- (1939) ذهب مع الريح[6][7]
- (1939) عندما يأتي الغد
- (1941) قدم واحدة في الجنة[8][9]
- (1945) شجرة تنمو في بروكلين
- (1950) السهم المكسور
- (1951) عربة اسمها الرغبة

## وصلات خارجية
- ميكي كون على موقع IMDb (الإنجليزية)
- ميكي كون على موقع ألو سيني (الفرنسية)
- ميكي كون على موقع أول موفي (الإنجليزية)
- ميكي كون على موقع قاعدة بيانات الأفلام السويدية (السويدية)
- ميكي كون على موقع قاعدة بيانات الفيلم (الإنجليزية)
- ميكي كون على موقع كينوبويسك (الروسية)